# تايلور باغلي
تايلور باغلي (بالإنجليزية: Taylor Bagley)‏ هي عارضة أمريكية، ولدت في 9 سبتمبر 1987 في أوكلاهوما في الولايات المتحدة.